# Abdul Ati al-Obeidi
Abdul Ati al-Obeidi (Cirenaica, 10 ottobre 1939 – Tripoli, 16 settembre 2023) è stato un politico e diplomatico libico, ha detenuto diverse importanti cariche in Libia sotto il regime di Muammar Gheddafi.

## Biografia
al-Obeidi è stato primo ministro della Libia allora conosciuta come Gran Giamahiria Araba Libica Popolare Socialista dal 1977 al 1979 ed è stato capo dello stato dal 1979 al 1981. È stato uno dei tre principali negoziatori nella decisione libica di smantellare il proprio programma nucleare. Nel bel mezzo della guerra civile in Libia tra i lealisti di Gheddafi e i ribelli, è stato ministro degli esteri. il 31 agosto del 2011 è stato catturato dai ribelli. Da allora è detenuto a ovest di Tripoli.